# Czy pamiętasz tę noc w Zakopanem (singel Janusza Popławskiego)
Czy pamiętasz tę noc w Zakopanem – singel nagrany przez polskiego tenora Janusza Popławskiego w 1939 dla wytwórni płyt Odeon w Warszawie.
Piosenkę, która zdążyła zyskać sporą popularność jeszcze przed II wojną, skomponował Zygmunt Karasiński – kompozytor setek utworów, lider zakładanych przez siebie orkiestr, przed wojną współpracujący często z innym muzykiem – Szymonem Kataszkiem. I właśnie Kataszek wymieniany jest jako współautor tej melodii. Autorem słów jest Aleksander Jellin
Januszowi Popławskiemu towarzyszyła (podczas obu nagrań umieszczonych na tej płycie) firmowa orkiestra Odeonu pod dyrekcją  Olgierda Straszyńskiego.  Na stronie B umieszczono tango „Pedro”, które skomponował Czesław Żak, a słowa napisał Zbigniew Drabik. 
10-calowa monofoniczna płyta (odtwarzana z prędkością 78 obr./min.), wydana została w 1939 przez wytwórnię Odeon. W 1946, w polskim już Odeonie, płytę wytłoczono ponownie, opatrując ją nowym numerem katalogowym N46008. Numery podane na naklejkach to Wa 15 / Wa 16.
W 1947 ten sam zestaw piosenek na jednej płycie wydała wytwórnia Mewa (etykieta Melodje 113). Wokalistą był Tadeusz Miller. Powstało jeszcze kilka innych wersji tego znanego do dziś przedwojennego przeboju. Śpiewał go także Mieczysław Fogg, Marian Demar-Mikuszewski, Alojzy Kluczniok, a później np. Jerzy Połomski czy Czarno-Czarni.

## Muzycy
- Janusz Popławski – śpiew
- Orkiestra „Odeon” pod dyr. Olgierda Straszyńskiego

## Lista utworów
- A: „Czy pamiętasz tę noc w Zakopanem” tango (muz. Z. Karasiński, Sz. Kataszek; sł. A. Jellin)
- B: „Pedro”  tango (muz. Cz. Żak; sł. Z. Drabik)